# Eacles violacea
Eacles violacea är en fjärilsart som beskrevs av Lemaire 1975. Eacles violacea ingår i släktet Eacles och familjen påfågelsspinnare. Inga underarter finns listade i Catalogue of Life.